# Segunda División B de España 1980-81
La temporada 1980–81 de la Segunda División B de España de fútbol corresponde a la 4.ª edición del campeonato y se disputó entre el 6 de septiembre de 1980 y el 24 de mayo de 1981.

## Sistema de competición
Participaron cuarenta clubes de toda la geografía española. Encuadrados en dos grupos, se enfrentaron todos contra todos en dos ocasiones -una en campo propio y otra en campo contrario- durante un total de 38 jornadas. El orden de los encuentros se decidía por sorteo antes de empezar la competición. La Real Federación Española de Fútbol era la responsable de designar a los árbitros de cada encuentro.
El ganador de un partido obtenía dos puntos, el perdedor no sumaba puntos, y en caso de un empate había un punto para cada equipo. Al término del campeonato, el equipo que acumulaba más puntos se proclamaba campeón y ascendía, junto con el subcampeón, a Segunda División.
Los tres últimos equipos clasificados de cada grupo descendían a Tercera División.

## Nota
Hoy en día hay clubes que su nombre han derivado a idiomas como catalán-valenciano-balear, euskera o gallego; pero para reflejar la realidad de la época, los nombres de los equipos aparecen tal y como se inscribieron para competir en esta temporada.
Al comenzar la temporada en 1980 aún no existían todas las Comunidades autónomas por estar en proceso de discusión y formación. Por ese motivo en la sección de Equipos por grupos y regiones se hace la distribución en las regiones y Comunidades autónomas que existían en aquel año, identificando estas últimas con su bandera autonómica.

## Equipos de la temporada 1980/81
| Datos de ascensos y descensos |
| --- |
| Algeciras CF, RC Celta de Vigo, RC Deportivo de La Coruña y Gimnástico de Tarragona descienden de Segunda División A. Atlético Madrileño, Baracaldo CF, AD Ceuta y Linares CF ascienden a Segunda División A. Arenas Club, Gerona CF, CD Guecho, Onteniente CF, CD Orense, CD San Andrés, Sevilla Atlético y Sporting Atlético descienden a Tercera División. RSD Alcalá, FC Andorra, Cartagena FC, SD Compostela, SD Gimnástica Arandina, RCD Mallorca, Mérida Industrial CF y San Sebastián CF ascienden a Segunda División B. |

## Equipos por grupos y regiones
Esencialmente, se mantiene la misma distribución geográfica de la temporada anterior, a pesar de los notables cambios en el sistema de organización territorial del Estado. Tan solo se produce un cambio en los equipos de la antigua región de Castilla la Nueva: los equipos de la nueva Comunidad de Madrid se mantienen en el grupo I, mientras que los de la nueva Castilla-La Mancha se reunifican en el grupo II al pasar a este grupo las provincias de Guadalajara, Cuenca y Toledo.
| Grupo I - Aragón: SD Huesca - Asturias: CD Ensidesa y UP Langreo - Canarias: Las Palmas Atlético y CD Tenerife - Cantabria: Ninguno - Castilla y León: Cultural Leonesa, Zamora CF, SD Gimnástica Arandina, y CD Mirandés - Galicia: RC Celta de Vigo, SD Compostela, RC Deportivo de La Coruña, Pontevedra CF y Racing de Ferrol - La Rioja: CD Logroñés - Madrid: RSD Alcalá, AD Torrejón - Navarra: Ninguno - País Vasco: Bilbao Athletic, San Sebastián CF y Sestao SC |  | Grupo II - Andalucía: Algeciras CF, Córdoba CF, Real Jaén CF, Racing Portuense, CD San Fernando y Xerez CD - Baleares: SD Ibiza y RCD Mallorca - Cataluña: FC Barcelona Atlético, Gimnástico de Tarragona, UD Lérida y Tarrasa FC - Castilla-La Mancha: CF Calvo Sotelo - Extremadura: CD Badajoz, CD Díter Zafra y Mérida Industrial CF - Murcia: Cartagena FC - Principado de Andorra: FC Andorra - Valencia: CD Eldense y UD Vall de Uxó |

## Grupo I

### Clasificación
| Pos. | Equipo                        | Pts. | PJ | G  | E  | P  | GF | GC | Dif. | Clasificación               |
| ---- | ----------------------------- | ---- | -- | -- | -- | -- | -- | -- | ---- | --------------------------- |
| 1    | R. C. Celta de Vigo (C, A)    | 58   | 38 | 23 | 12 | 3  | 76 | 22 | +54  | Ascenso a Segunda División  |
| 2    | R. C. Deportivo La Coruña (A) | 56   | 38 | 25 | 6  | 7  | 70 | 36 | +34  | Ascenso a Segunda División  |
| 3    | Bilbao Athletic               | 45   | 38 | 17 | 11 | 10 | 53 | 31 | +22  |                             |
| 4    | Cultural Leonesa              | 45   | 38 | 18 | 9  | 11 | 57 | 41 | +16  |                             |
| 5    | C. D. Tenerife                | 45   | 38 | 17 | 11 | 10 | 47 | 40 | +7   |                             |
| 6    | C. D. Logroñés                | 43   | 38 | 17 | 9  | 12 | 57 | 48 | +9   |                             |
| 7    | S. D. Compostela              | 42   | 38 | 16 | 10 | 12 | 37 | 34 | +3   |                             |
| 8    | San Sebastián C. F.           | 41   | 38 | 15 | 11 | 12 | 43 | 34 | +9   |                             |
| 9    | C. D. Mirandés                | 39   | 38 | 16 | 7  | 15 | 41 | 42 | −1   |                             |
| 10   | Sestao S. C.                  | 38   | 38 | 13 | 12 | 13 | 39 | 42 | −3   |                             |
| 11   | Racing de Ferrol              | 38   | 38 | 16 | 6  | 16 | 41 | 40 | +1   |                             |
| 12   | Las Palmas Atlético           | 37   | 38 | 15 | 7  | 16 | 51 | 51 | 0    |                             |
| 13   | A. D. Torrejón                | 36   | 38 | 15 | 6  | 17 | 49 | 54 | −5   |                             |
| 14   | R. S. D. Alcalá               | 34   | 38 | 12 | 10 | 16 | 41 | 42 | −1   |                             |
| 15   | C. D. Ensidesa                | 32   | 38 | 12 | 8  | 18 | 45 | 66 | −21  |                             |
| 16   | Zamora C. F.                  | 31   | 38 | 9  | 13 | 16 | 33 | 41 | −8   |                             |
| 17   | S. D. Huesca                  | 31   | 38 | 10 | 11 | 17 | 45 | 56 | −11  |                             |
| 18   | Pontevedra C. F. (D)          | 26   | 38 | 9  | 8  | 21 | 26 | 57 | −31  | Descenso a Tercera División |
| 19   | U. P. Langreo (D)             | 23   | 38 | 6  | 11 | 21 | 41 | 77 | −36  | Descenso a Tercera División |
| 20   | S. D. Gimnástica Arandina (D) | 20   | 38 | 4  | 12 | 22 | 30 | 68 | −38  | Descenso a Tercera División |

 Fuente: BDFútbol
Criterios de clasificación: Puntos · Diferencia de goles · Goles a favor · Play-off

### Resultados
| Local \ Visitante         | ALC | BIL | CEL | COM | CUL | DEP | ENS | GAR | HUE | LAN | LPA | LOG | MIR | PON | RFE | SAS | SES | TEN | TOR | ZAM |
| ------------------------- | --- | --- | --- | --- | --- | --- | --- | --- | --- | --- | --- | --- | --- | --- | --- | --- | --- | --- | --- | --- |
| R. S. D. Alcalá           | —   | 2–0 | 1–0 | 1–1 | 0–1 | 1–2 | 0–2 | 6–0 | 0–0 | 2–2 | 4–5 | 1–0 | 1–0 | 1–0 | 0–1 | 4–1 | 0–1 | 2–1 | 0–0 | 0–0 |
| Bilbao Athletic           | 0–1 | —   | 1–1 | 3–1 | 0–0 | 1–0 | 3–0 | 1–0 | 3–0 | 4–1 | 2–0 | 0–0 | 4–1 | 3–0 | 7–0 | 1–0 | 1–1 | 3–0 | 0–1 | 3–1 |
| R. C. Celta de Vigo       | 1–0 | 2–0 | —   | 4–1 | 6–1 | 1–0 | 1–0 | 1–0 | 3–0 | 5–1 | 3–0 | 5–0 | 0–0 | 5–0 | 1–0 | 3–0 | 4–1 | 5–1 | 4–0 | 1–0 |
| S. D. Compostela          | 2–0 | 3–0 | 0–1 | —   | 2–1 | 2–2 | 1–0 | 1–0 | 0–0 | 2–1 | 2–0 | 0–2 | 1–0 | 1–0 | 1–0 | 1–0 | 1–0 | 3–0 | 1–0 | 1–0 |
| Cultural Leonesa          | 2–1 | 2–1 | 2–0 | 0–0 | —   | 1–0 | 4–0 | 2–0 | 2–2 | 6–0 | 1–2 | 4–1 | 0–1 | 2–0 | 1–0 | 2–0 | 3–0 | 0–1 | 1–1 | 1–1 |
| R. C. Deportivo La Coruña | 2–1 | 1–0 | 1–1 | 1–0 | 1–1 | —   | 3–0 | 5–2 | 2–0 | 1–0 | 2–1 | 2–1 | 3–0 | 5–1 | 0–2 | 3–0 | 2–0 | 1–0 | 4–2 | 2–0 |
| C. D. Ensidesa            | 1–2 | 3–1 | 1–2 | 2–2 | 1–0 | 2–2 | —   | 1–0 | 3–0 | 2–4 | 3–0 | 0–2 | 1–0 | 3–1 | 3–1 | 1–3 | 3–1 | 0–0 | 2–2 | 1–1 |
| S. D. Gimnástica Arandina | 1–1 | 1–1 | 1–1 | 0–0 | 1–3 | 0–3 | 0–0 | —   | 2–1 | 1–0 | 0–3 | 1–4 | 2–2 | 1–1 | 3–3 | 1–0 | 3–0 | 0–1 | 2–3 | 2–3 |
| S. D. Huesca              | 1–2 | 2–1 | 1–1 | 3–1 | 2–4 | 0–2 | 1–1 | 2–1 | —   | 2–2 | 3–1 | 1–2 | 0–0 | 3–1 | 1–2 | 0–1 | 3–0 | 2–2 | 3–2 | 0–1 |
| U. P. Langreo             | 0–0 | 0–1 | 1–4 | 1–1 | 0–0 | 3–4 | 1–0 | 0–0 | 1–1 | —   | 2–5 | 2–1 | 0–2 | 2–0 | 0–3 | 2–2 | 1–1 | 2–2 | 0–1 | 3–2 |
| Las Palmas Atlético       | 2–1 | 2–0 | 0–1 | 2–0 | 1–1 | 0–1 | 5–0 | 4–1 | 1–0 | 1–0 | —   | 2–2 | 1–2 | 1–0 | 1–0 | 3–0 | 0–0 | 0–0 | 1–4 | 2–2 |
| C. D. Logroñés            | 3–2 | 1–1 | 3–3 | 2–1 | 3–1 | 0–1 | 3–0 | 1–0 | 1–1 | 3–2 | 2–3 | —   | 2–0 | 2–1 | 1–0 | 1–1 | 2–0 | 3–1 | 3–0 | 2–2 |
| C. D. Mirandés            | 0–0 | 0–1 | 2–1 | 1–0 | 2–1 | 2–1 | 3–0 | 2–1 | 0–4 | 4–1 | 3–1 | 0–1 | —   | 3–0 | 1–0 | 0–1 | 3–3 | 2–1 | 1–0 | 0–1 |
| Pontevedra C. F.          | 1–1 | 1–1 | 0–0 | 1–1 | 0–1 | 2–0 | 3–0 | 0–0 | 0–2 | 1–0 | 1–0 | 1–1 | 2–1 | —   | 2–0 | 1–1 | 2–5 | 0–1 | 1–0 | 1–0 |
| Racing de Ferrol          | 1–0 | 1–1 | 0–2 | 1–0 | 1–2 | 1–2 | 2–2 | 1–0 | 3–0 | 4–0 | 1–0 | 2–1 | 0–0 | 1–0 | —   | 1–0 | 0–0 | 2–0 | 2–0 | 3–0 |
| San Sebastián C. F.       | 3–0 | 0–0 | 0–0 | 1–1 | 2–0 | 1–1 | 2–0 | 1–1 | 3–1 | 3–0 | 3–0 | 1–1 | 1–0 | 5–0 | 2–1 | —   | 1–0 | 1–0 | 0–1 | 2–0 |
| Sestao S. C.              | 1–1 | 0–1 | 1–1 | 2–0 | 1–0 | 2–2 | 3–0 | 3–1 | 1–1 | 1–0 | 1–1 | 1–0 | 2–0 | 0–1 | 1–0 | 1–0 | —   | 0–0 | 2–0 | 1–0 |
| C. D. Tenerife            | 1–0 | 1–1 | 1–1 | 0–0 | 1–1 | 4–1 | 3–0 | 4–0 | 2–1 | 4–3 | 1–0 | 2–0 | 2–0 | 1–0 | 2–0 | 1–0 | 1–1 | —   | 1–1 | 1–0 |
| A. D. Torrejón            | 3–1 | 1–2 | 1–1 | 2–1 | 2–3 | 1–3 | 3–4 | 3–1 | 0–1 | 1–3 | 2–0 | 2–0 | 0–1 | 1–0 | 2–0 | 0–0 | 2–1 | 3–1 | —   | 2–0 |
| Zamora C. F.              | 0–1 | 0–0 | 0–0 | 0–1 | 4–0 | 0–2 | 1–3 | 0–0 | 2–0 | 0–0 | 0–0 | 1–0 | 2–2 | 2–0 | 1–1 | 1–1 | 1–0 | 1–2 | 3–0 | —   |

## Grupo II

### Clasificación
| Pos. | Equipo                      | Pts. | PJ | G  | E  | P  | GF | GC | Dif. | Clasificación               |
| ---- | --------------------------- | ---- | -- | -- | -- | -- | -- | -- | ---- | --------------------------- |
| 1    | R. C. D. Mallorca (C, A)    | 54   | 38 | 21 | 12 | 5  | 62 | 33 | +29  | Ascenso a Segunda División  |
| 2    | Córdoba C. F. (A)           | 53   | 38 | 22 | 9  | 7  | 62 | 33 | +29  | Ascenso a Segunda División  |
| 3    | F. C. Barcelona Atlético    | 45   | 38 | 19 | 7  | 12 | 47 | 39 | +8   |                             |
| 4    | Algeciras C. F.             | 44   | 38 | 13 | 18 | 7  | 38 | 26 | +12  |                             |
| 5    | Cartagena F. C.             | 44   | 38 | 18 | 8  | 12 | 47 | 36 | +11  |                             |
| 6    | C. D. Badajoz               | 43   | 38 | 16 | 11 | 11 | 38 | 28 | +10  |                             |
| 7    | Real Jaén C. F.             | 41   | 38 | 15 | 11 | 12 | 51 | 43 | +8   |                             |
| 8    | Xerez C. D.                 | 40   | 38 | 15 | 10 | 13 | 52 | 48 | +4   |                             |
| 9    | Gimnástico de Tarragona     | 39   | 38 | 11 | 17 | 10 | 37 | 35 | +2   |                             |
| 10   | U. D. Lérida                | 39   | 38 | 16 | 7  | 15 | 43 | 43 | 0    |                             |
| 11   | F. C. Andorra               | 38   | 38 | 16 | 6  | 16 | 50 | 47 | +3   |                             |
| 12   | Racing Portuense            | 38   | 38 | 13 | 12 | 13 | 40 | 36 | +4   |                             |
| 13   | C. F. Calvo Sotelo          | 37   | 38 | 13 | 11 | 14 | 51 | 47 | +4   |                             |
| 14   | S. D. Ibiza                 | 34   | 38 | 11 | 12 | 15 | 28 | 37 | −9   |                             |
| 15   | Tarrasa F. C.               | 32   | 38 | 12 | 8  | 18 | 33 | 46 | −13  |                             |
| 16   | U. D. Vall de Uxó           | 32   | 38 | 12 | 8  | 18 | 41 | 62 | −21  |                             |
| 17   | C. D. San Fernando          | 31   | 38 | 10 | 11 | 17 | 36 | 44 | −8   |                             |
| 18   | Mérida Industrial C. F. (D) | 29   | 38 | 10 | 9  | 19 | 35 | 52 | −17  | Descenso a Tercera División |
| 19   | C. D. Díter Zafra (D)       | 24   | 38 | 7  | 10 | 21 | 27 | 54 | −27  | Descenso a Tercera División |
| 20   | C. D. Eldense (D)           | 23   | 38 | 7  | 9  | 22 | 32 | 61 | −29  | Descenso a Tercera División |

 Fuente: BDFútbol
Criterios de clasificación: Puntos · Diferencia de goles · Goles a favor · Play-off

### Resultados
| Local \ Visitante        | ALG | FCA | BAD | BAR | CAL | CAR | COR | DIT | ELD | GIM | IBI | JAE | LER | MAL | MER | RAC | SFE | TAR | VUX | XER |
| ------------------------ | --- | --- | --- | --- | --- | --- | --- | --- | --- | --- | --- | --- | --- | --- | --- | --- | --- | --- | --- | --- |
| Algeciras C. F.          | —   | 1–0 | 1–1 | 0–0 | 1–1 | 2–0 | 1–0 | 1–1 | 2–0 | 1–1 | 3–1 | 1–1 | 0–1 | 0–0 | 1–0 | 0–0 | 2–0 | 2–2 | 3–0 | 2–2 |
| F. C. Andorra            | 1–0 | —   | 2–1 | 1–0 | 1–2 | 0–0 | 2–2 | 2–1 | 5–1 | 1–0 | 4–0 | 2–0 | 1–0 | 0–1 | 1–0 | 2–0 | 2–0 | 1–1 | 2–0 | 1–1 |
| C. D. Badajoz            | 2–0 | 1–0 | —   | 1–1 | 1–1 | 2–0 | 3–0 | 3–0 | 1–0 | 4–0 | 1–0 | 0–0 | 0–1 | 1–0 | 1–1 | 2–0 | 2–1 | 1–0 | 3–0 | 2–1 |
| F. C. Barcelona Atlético | 0–0 | 1–3 | 2–0 | —   | 2–0 | 3–1 | 1–0 | 0–1 | 3–0 | 2–0 | 0–0 | 1–0 | 2–1 | 1–3 | 2–0 | 2–0 | 1–0 | 2–0 | 1–0 | 4–0 |
| C. F. Calvo Sotelo       | 1–0 | 5–2 | 3–0 | 1–2 | —   | 0–2 | 1–2 | 3–0 | 2–2 | 1–2 | 2–0 | 3–1 | 1–1 | 2–2 | 2–1 | 1–1 | 4–1 | 2–0 | 1–1 | 0–1 |
| Cartagena F. C.          | 0–3 | 4–1 | 1–0 | 2–0 | 2–2 | —   | 0–0 | 3–0 | 1–0 | 0–0 | 1–0 | 3–0 | 1–0 | 2–0 | 3–0 | 1–0 | 1–1 | 3–0 | 0–0 | 3–1 |
| Córdoba C. F.            | 1–1 | 3–0 | 0–0 | 3–0 | 3–1 | 4–1 | —   | 1–0 | 2–1 | 2–0 | 2–0 | 2–0 | 3–0 | 4–1 | 1–0 | 3–1 | 2–1 | 2–0 | 4–2 | 2–0 |
| C. D. Díter Zafra        | 0–0 | 1–2 | 0–1 | 2–1 | 0–0 | 0–1 | 0–0 | —   | 1–1 | 0–0 | 0–0 | 2–3 | 0–1 | 1–2 | 2–0 | 1–4 | 0–0 | 0–1 | 3–2 | 0–1 |
| C. D. Eldense            | 2–2 | 2–1 | 3–0 | 1–2 | 1–1 | 0–0 | 0–1 | 1–1 | —   | 1–1 | 0–1 | 2–1 | 2–0 | 0–2 | 2–0 | 0–0 | 1–0 | 0–2 | 4–1 | 1–1 |
| Gimnástico de Tarragona  | 0–1 | 1–1 | 0–0 | 1–2 | 1–0 | 1–0 | 1–2 | 2–0 | 2–0 | —   | 1–1 | 1–1 | 1–0 | 2–2 | 3–0 | 1–1 | 1–0 | 0–0 | 5–1 | 2–1 |
| S. D. Ibiza              | 0–0 | 1–0 | 1–0 | 1–0 | 0–0 | 2–1 | 1–1 | 5–0 | 1–0 | 0–0 | —   | 0–0 | 3–0 | 0–0 | 2–0 | 1–1 | 0–1 | 2–1 | 1–0 | 0–0 |
| Real Jaén C. F.          | 1–1 | 1–0 | 1–1 | 3–0 | 1–2 | 2–0 | 0–0 | 1–0 | 3–1 | 1–0 | 2–1 | —   | 2–3 | 0–0 | 1–1 | 3–1 | 3–0 | 2–0 | 6–3 | 2–0 |
| U. D. Lérida             | 1–1 | 3–1 | 0–0 | 3–0 | 1–2 | 0–1 | 2–1 | 2–1 | 2–1 | 1–1 | 1–1 | 1–0 | —   | 3–2 | 2–4 | 2–0 | 4–0 | 1–0 | 2–1 | 0–1 |
| R. C. D. Mallorca        | 1–0 | 2–1 | 4–0 | 3–0 | 1–0 | 1–1 | 5–0 | 1–1 | 4–1 | 1–1 | 3–1 | 1–0 | 3–1 | —   | 2–2 | 1–1 | 1–0 | 2–0 | 1–1 | 3–2 |
| Mérida Industrial C. F.  | 1–2 | 1–2 | 1–0 | 1–0 | 2–1 | 0–1 | 2–2 | 2–1 | 1–0 | 1–1 | 1–0 | 1–1 | 1–1 | 0–1 | —   | 2–0 | 1–1 | 0–0 | 3–0 | 2–0 |
| Racing Portuense         | 0–0 | 2–1 | 0–0 | 1–1 | 1–0 | 3–0 | 1–0 | 4–0 | 3–0 | 0–0 | 2–0 | 3–1 | 2–0 | 1–2 | 2–0 | —   | 1–0 | 0–0 | 3–2 | 0–2 |
| C. D. San Fernando       | 1–1 | 2–2 | 0–2 | 1–1 | 0–1 | 1–0 | 1–1 | 1–2 | 4–0 | 2–0 | 1–0 | 2–3 | 0–0 | 0–1 | 3–0 | 1–0 | —   | 4–0 | 0–0 | 2–2 |
| Tarrasa F. C.            | 1–0 | 1–0 | 0–0 | 1–2 | 1–0 | 0–2 | 2–1 | 0–2 | 1–0 | 2–3 | 5–0 | 2–2 | 0–2 | 0–1 | 3–2 | 3–1 | 1–2 | —   | 1–0 | 0–0 |
| U. D. Vall de Uxó        | 3–1 | 2–1 | 1–0 | 2–3 | 2–1 | 3–2 | 1–3 | 1–1 | 2–0 | 1–0 | 2–1 | 1–2 | 1–0 | 0–0 | 3–1 | 1–0 | 0–0 | 1–0 | —   | 0–0 |
| Xerez C. D.              | 0–1 | 3–1 | 2–1 | 2–2 | 5–1 | 4–3 | 0–2 | 1–3 | 4–1 | 1–1 | 1–0 | 1–0 | 2–0 | 3–2 | 2–0 | 0–0 | 1–2 | 1–2 | 3–0 | —   |

## Resumen
Campeones de Segunda División B
| - Real Club Celta de Vigo | - Real Club Deportivo Mallorca |

Ascienden a Segunda división:
| Grupo I - Real Club Celta de Vigo - Real Club Deportivo de La Coruña | Grupo II - Real Club Deportivo Mallorca - Córdoba Club de Fútbol |

Descienden a Tercera división: 
| Grupo I - Pontevedra Club de Fútbol - Unión Popular de Langreo - Sociedad Deportiva Gimnástica Arandina | Grupo II - Mérida Industrial Club de Fútbol - Club Deportivo Díter Zafra - Club Deportivo Eldense |

## Copa del Rey
Los diez primeros clasificados de cada grupo se clasifican para la siguiente edición de la Copa del Rey.
| Predecesor: 1979/80 | Segunda División "B" de España 1980/1981 | Sucesor: 1981/82 |

- Datos: Q2020719